# غارنت بوش
غارنت بوش (بالإنجليزية: Garnet Bush)‏ هو لاعب كرة قاعدة أمريكي، ولد في 28 أغسطس 1882 في كانساس في الولايات المتحدة، وتوفي في 30 ديسمبر 1919 في سانت لويس في الولايات المتحدة.